# Prima Categoria Basilicata 1960-1961
Il campionato di calcio di Prima Categoria 1960-1961 è stato il V livello del campionato italiano. A carattere regionale, fu il secondo campionato dilettantistico con questo nome dopo la riforma voluta da Zauli del 1958.
Questo è il girone organizzato dal Comitato Regionale Lucano per la regione Basilicata.

## Girone unico

### Squadre partecipanti
| Squadra               | Città (provincia)       | Stagione precedente |
| --------------------- | ----------------------- | ------------------- |
| S.C. Avigliano        | Avigliano (PZ)          |                     |
| U.S. Bernalda         | Bernalda (MT)           |                     |
| Frassati Potenza      | Potenza                 |                     |
| A.S. Genzano          | Genzano di Lucania (PZ) |                     |
| A.S. Melfi            | Melfi (PZ)              |                     |
| A.S. Montalbano       | Montalbano Jonico (MT)  |                     |
| U.S. Montecalvo       | Pescopagano (PZ)        |                     |
| U.S. Montescaglioso   | Montescaglioso (MT)     |                     |
| U.S. Libertas-Invicta | Potenza                 |                     |
| Marsico               | Marsico Nuovo (PZ)      |                     |
| Pol. Matera           | Matera (MT)             |                     |
| Pol. Orazio Flacco    | Venosa (PZ)             |                     |
| Real Potenza          | Potenza                 |                     |
| C.S. Vultur           | Rionero in Vulture (PZ) |                     |

### Classifica finale
|  | Pos. | Squadra             | Pt       | G  | V  | N | P  | GF | GS | DR  |
|  | ---- | ------------------- | -------- | -- | -- | - | -- | -- | -- | --- |
|  | 1.   | Libertas-Invicta    | 41       | 22 | 20 | 1 | 1  | 76 | 12 | +64 |
|  | 2.   | Melfi               | 31       | 22 | 15 | 1 | 6  | 39 | 25 | +14 |
|  | 3.   | Matera              | 30       | 22 | 14 | 2 | 6  | 39 | 23 | +16 |
|  | 4.   | Vultur Rionero (-3) | 23       | 22 | 12 | 2 | 8  | 46 | 25 | +21 |
|  | 5.   | Montalbano (-2)     | 22       | 22 | 10 | 4 | 8  | 46 | 29 | +17 |
|  | 5.   | Montecalvo (-1)     | 22       | 22 | 11 | 1 | 10 | 39 | 32 | +7  |
|  | 7.   | Bernalda (-1)       | 20       | 22 | 10 | 1 | 11 | 49 | 47 | +2  |
|  | 8.   | Frassati Potenza    | 18       | 22 | 8  | 2 | 12 | 32 | 53 | -21 |
|  | 9.   | Montescaglioso (-3) | 13       | 22 | 8  | 0 | 14 | 27 | 50 | -23 |
|  | 9.   | Genzano             | 13       | 22 | 6  | 1 | 15 | 20 | 51 | -31 |
|  | 11.  | Marsico (-2)        | 11       | 22 | 6  | 1 | 15 | 29 | 51 | -22 |
|  | 12.  | Avigliano (-3)      | 1        | 22 | 2  | 0 | 20 | 7  | 58 | -51 |
|  | ---  | Real Potenza        | Ritirato |    |    |   |    |    |    |     |
|  | ---  | Orazio Flacco       | Ritirato |    |    |   |    |    |    |     |

Legenda:
      Ammesso alle finali interregionali.
      Retrocesso in Seconda Categoria.
      Ritirato dal campionato e retrocesso.
Regolamento:
Due punti a vittoria, uno a pareggio, zero a sconfitta.
Pari merito in caso di pari punti.
Note:
Bernalda e Montecalvo hanno scontato 1 punto di penalizzazione in classifica per una rinuncia.
Montalbano e Marsico hanno scontato 2 punti di penalizzazione in classifica per due rinunce.
Vultur Rionero, Avigliano e Montescaglioso hanno scontato 3 punti di penalizzazione in classifica per tre rinunce.